# Natalia Mach
Natalia Mach (ur. 14 lipca 1999) – polska lekkoatletka specjalizująca się w skoku w dal i trójskoku.
Medalistka mistrzostw Polski w różnych kategoriach wiekowych, w tym brązowa medalistka halowych mistrzostw kraju w kategorii seniorek w trójskoku (2020).
W 2021 roku, na Młodzieżowych Mistrzostwach Europy w Tallinnie, zajęła 8. pozycję.
Rekordy życiowe: skok w dal - 5,77 m (25 lipca 2021, Suwałki); trójskok - 13,25 m (27 maja 2021, Gliwice).

## Osiągnięcia
| Rok  | Impreza                | Miejsce | Pozycja    | Wynik |
| ---- | ---------------------- | ------- | ---------- | ----- |
| 2021 | Mistrzostwa Europy U23 | Tallinn | 8. miejsce | 13,15 |